# Trioncube
Trioncube è un videogioco pubblicato per il nintendo DS.

## Modalità di gioco
Il gioco è molto simili e Tetris. L'obiettivo del gioco è di unire diversi blocchi in modo molto simile al Tetris.